# Châteauneuf-Val-de-Bargis
Pour les articles homonymes, voir Châteauneuf.
Châteauneuf-Val-de-Bargis est une commune française située dans le département de la Nièvre, en région Bourgogne-Franche-Comté.

## Géographie
Châteauneuf-Val-de-Bargis est situé dans la vallée de la Sillandre en Bourgogne-Franche-Comté. La superficie de la commune est de 4 756 hectares ; son altitude varie entre 211 et 373 mètres.
Le village est implanté au nord-ouest de la Nièvre, à 45 km de Nevers (par la route), dans le canton de Donzy. Il est situé à 16 km au sud-est de Donzy et à 33 km au sud-est de Cosne-Cours-sur-Loire, son chef-lieu d'arrondissement. La voie de communication principale qui permet d'y accéder est la route nationale 151.
Il est connu comme étant le village du trèfle à quatre feuilles.

### Lieux-dits, écarts
Outre le bourg, la commune regroupe une bonne vingtaine de hameaux et de domaines isolés : Asvins, les Barbiers, Bellary (chartreuse de Bellary), les Bornets, Bretollier, Chamboyard, Chamery, le Château-de-la-Tour, le Châtelet, Chaume, le Crot-Ravard, l'Evêque, Fonfaye, Fontenaille, la Girardine, le Moulin, le Pont, le Potin, Prélong, le Pressour, les Quatre-Rues, la Rolande, les Taules, Tresseux...
Avec Chasnay et Nannay, Châteauneuf est l'une des trois communes qui constituent le val de Bargis.

### Géologie et hydrographie
Située dans une sorte de cuvette, Châteauneuf-Val-de-Bargis est dominée par des collines assez élevées, sauf à l'ouest, par où s'écoule le ruisseau, la Sillondre. Le sous-sol est essentiellement composé de roches calcaires, marnes et gypses.

### Voies de communication et transports
La commune est située à l'intersection de la route N 151 et de la route D 2.

### Climat
Pour des articles plus généraux, voir Climat de la Bourgogne-Franche-Comté et Climat de la Nièvre.
En 2010, le climat de la commune est de type climat océanique dégradé des plaines du Centre et du Nord, selon une étude du Centre national de la recherche scientifique s'appuyant sur une série de données couvrant la période 1971-2000. En 2020, Météo-France publie une typologie des climats de la France métropolitaine dans laquelle la commune est exposée à un climat océanique altéré et est dans la région climatique  Centre et contreforts nord du Massif Central, caractérisée par un air sec en été et un bon ensoleillement.
Pour la période 1971-2000, la température annuelle moyenne est de 10,6 °C, avec une amplitude thermique annuelle de 16 °C. Le cumul annuel moyen de précipitations est de 926 mm, avec 12,8 jours de précipitations en janvier et 8,2 jours en juillet. Pour la période 1991-2020, la température moyenne annuelle observée sur la station météorologique de Météo-France la plus proche, « Premery », sur la commune de Prémery à 14 km à vol d'oiseau, est de 11,1 °C et le cumul annuel moyen de précipitations est de 911,1 mm. 
La température maximale relevée sur cette station est de 40,5 °C, atteinte le 11 août 2003 ; la température minimale est de −15,1 °C, atteinte le 26 janvier 2007,,.
Les paramètres climatiques de la commune ont été estimés pour le milieu du siècle (2041-2070) selon différents scénarios d'émission de gaz à effet de serre à partir des nouvelles projections climatiques de référence DRIAS-2020. Ils sont consultables sur un site dédié publié par Météo-France en novembre 2022.

## Urbanisme

### Typologie
Au 1er janvier 2024, Châteauneuf-Val-de-Bargis est catégorisée commune rurale à habitat dispersé, selon la nouvelle grille communale de densité à sept niveaux définie par l'Insee en 2022.
Elle est située hors unité urbaine et hors attraction des villes,.

### Occupation des sols
L'occupation des sols de la commune, telle qu'elle ressort de la base de données européenne d’occupation biophysique des sols Corine Land Cover (CLC), est marquée par l'importance des forêts et milieux semi-naturels (53,8 % en 2018), une proportion sensiblement équivalente à celle de 1990 (53,4 %). La répartition détaillée en 2018 est la suivante : forêts (50,9 %), prairies (23,7 %), terres arables (20,8 %), milieux à végétation arbustive et/ou herbacée (2,8 %), zones agricoles hétérogènes (1,2 %), zones urbanisées (0,6 %). L'évolution de l’occupation des sols de la commune et de ses infrastructures peut être observée sur les différentes représentations cartographiques du territoire : la carte de Cassini (XVIIIe siècle), la carte d'état-major (1820-1866) et les cartes ou photos aériennes de l'IGN pour la période actuelle (1950 à aujourd'hui).

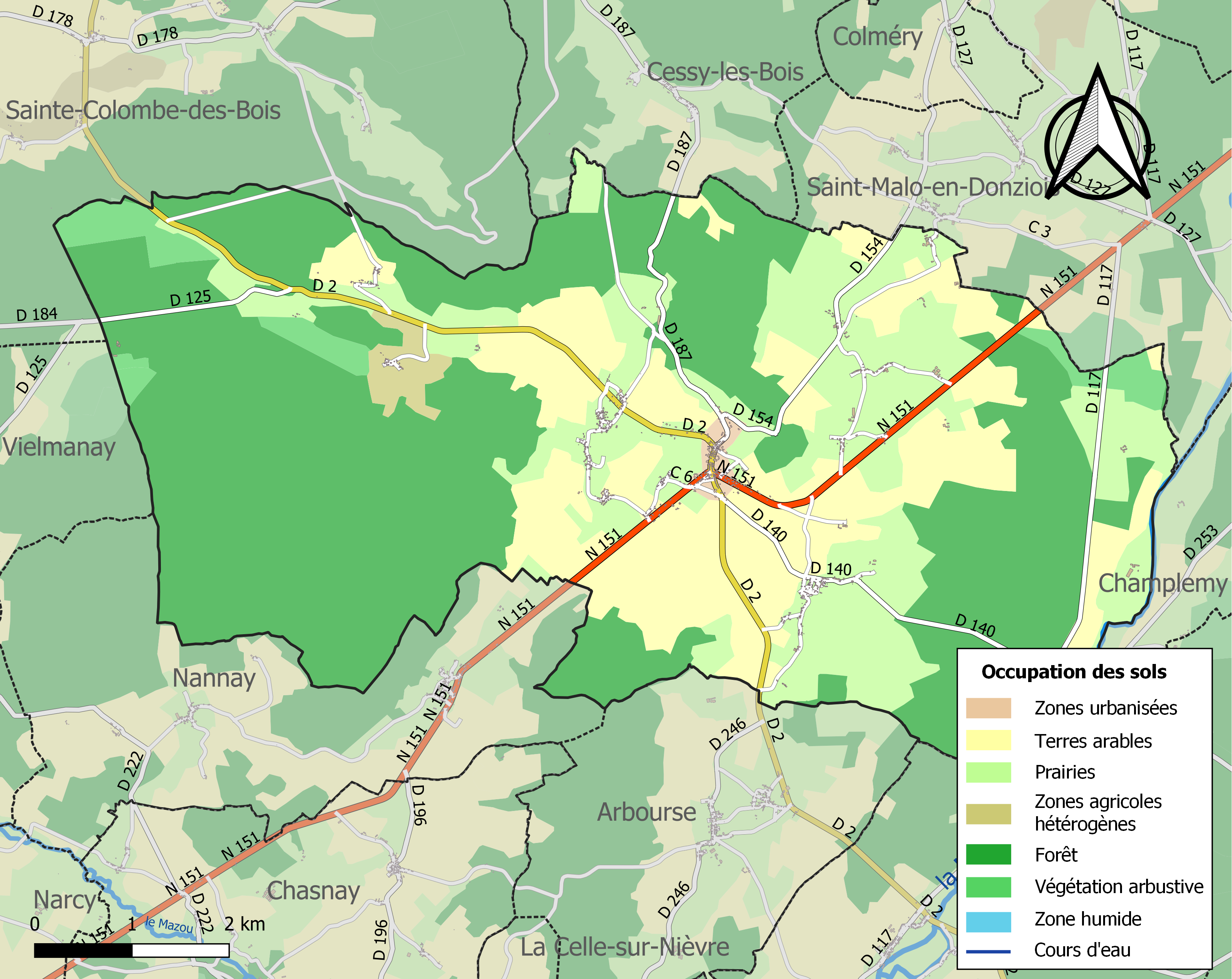
Carte des infrastructures et de l'occupation des sols de la commune en 2018 (CLC).

### Logement
En 2009, le nombre total de logements dans la commune était de 490, alors qu'il était de 480 en 1999.
Parmi ces logements, 58,2 % étaient des résidences principales, 32,7 % des résidences secondaires et 9,2 % des logements vacants. Ces logements étaient pour 95,3 % d'entre eux des maisons individuelles et pour 4,5 % des appartements.
La proportion des résidences principales, propriétés de leurs occupants était de 80,4 %, en hausse sensible par rapport à 1999 (77,9 %). La part de logements HLM loués vides est nulle.

## Toponymie
La ville est mentionnée en 578 sous le nom de Bargiacus dans un règlement édicté par saint Aunaire, évêque d'Auxerre. Elle s'appelle ensuite Le Vif. Elle prend en 1210 le nom de Castelneuf-en-la-Vau-de-Bargis. Pendant la période révolutionnaire, la commune prend le nom de Val-Bargis. Ses habitants sont appelés les Castelneuviens(nes).

## Histoire

### Antiquité
- 12 janvier 579 ? : le règlement de saint Aunaire, 18e évêque d'Auxerre (572-605), assigne à chaque paroisse de son diocèse un jour par an en janvier pour aller prier dans l'église cathédrale ; pour Bargis, la date est fixée au 12 janvier[16].

### Moyen Âge
- Hiver 886 / 887 : la région est dévastée par les Vikings[17].
- 1358 : prise de la ville par Robert Knowles, chef de guerre anglais[17].
- 1425 : Perrinet Gressart, aventurier au service du duc de Bourgogne, se vante d'avoir recouvré les places de Châteauneuf-Val-de-Bargis et de Vieux-Moulin (Vielmanay)[17].

### Époque moderne
- Février 1552 : un édit royal rattache Châteauneuf-Val-de-Bargis au Nivernais. La châtellenie appartenait aux comtes de Nevers. Entre le XIe siècle et la Révolution, il y avait de 40 à 55 fiefs qui en dépendaient.
- 1558 : les guerres de Religion ont pour effet de vider la ville de ses habitants ; l'église Saint-Étienne est incendiée par les protestants[17].

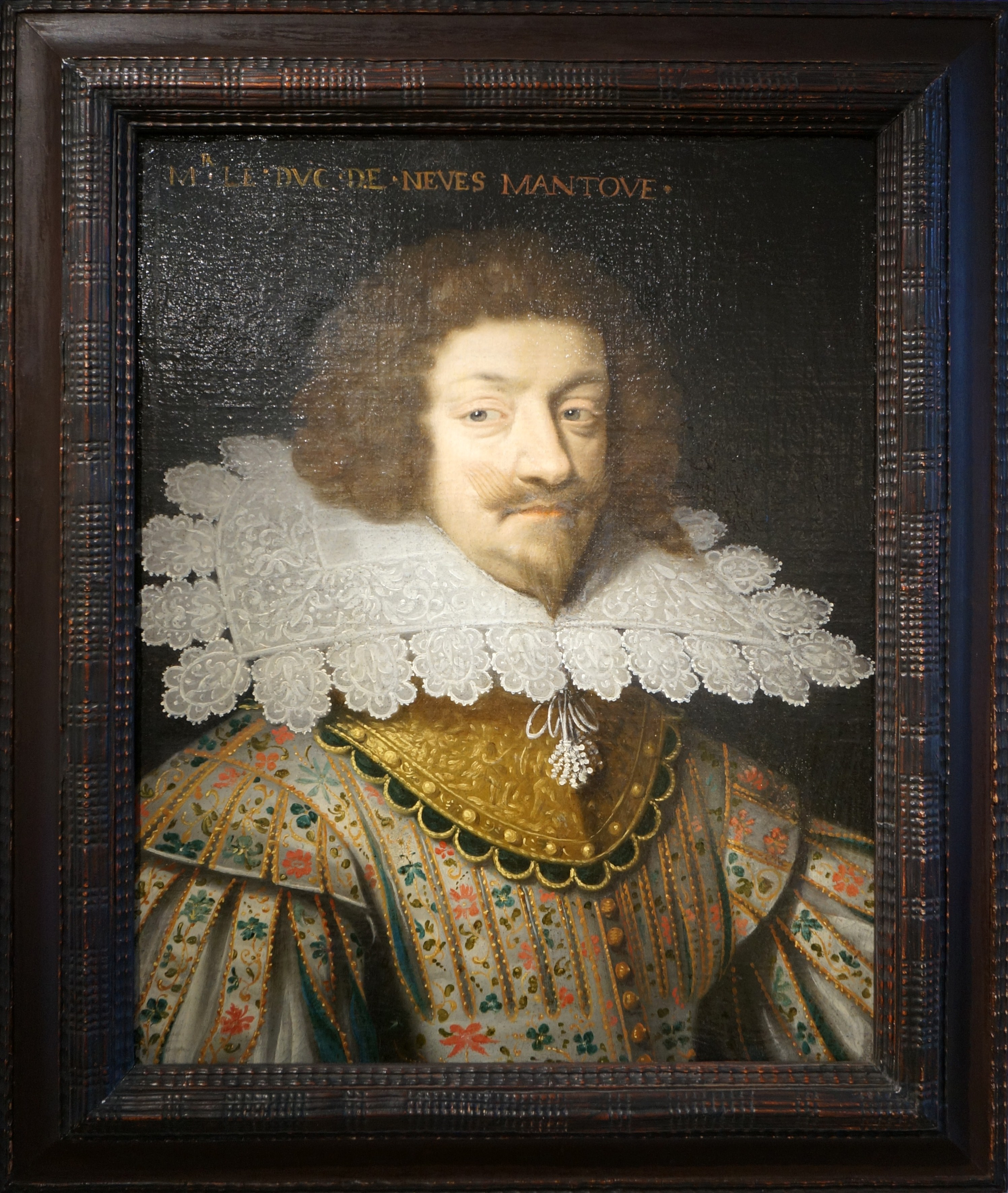
Charles de Gonzague (1580-1637).

- 1606 : Charles de Gonzague, duc de Nevers, achète la terre de Châteauneuf[17].
- 1608 : hiver très rigoureux.
- 1627 à 1638 : peste.
- 25 août 1672 : devant la porte principale de l'église, un petit groupe accueille le curé Robeau venu prendre possession de la cure de Châteauneuf[18].
- 5 septembre 1685 : visite de l'évêque d'Auxerre, André Colbert, qui témoigne que Châteauneuf compte 12 à 1300 âmes dont il y a bien 800 co[mmun]iants qui ont tous fait leurs pasques. Pourtant, selon le témoignage du curé, plusieurs paroissiens frequentent les cabarets et y restent mesme aprez 8 heures du soir... Il est vrai que ceux-ci, en retour, l'accusent de rendre de fréquentes visites à la damoiselle Desbordes (...) de Colmery (...) laquelle vient chez lui de temps en temps et luy envoye des pigeons (...) que souvent il se saoule et dit vespres dans cet estat[19]...
- 1694 : famine.
- 30 mai 1702 : sur ordonnance de l'évêque d'Auxerre, visite du cimetière de la paroisse... en triste état[20] !
- 1709 : année du grand hyver (lequel débute le 6 janvier) ; le curé de Châteauneuf enregistre cette année-là 1 mariage, 33 baptêmes et... 91 décès[21] !
- Mai 1744 : sur ordonnance de l'évêque d'Auxerre, le curé de Châteauneuf mène l'enquête à Chasnay : il semble qu'il s'y commette des scandales, ivrogneries, dissolutions, batteries, profanations, jurements, danses scandaleuses.

### Époque contemporaine
- 1821 à 1824 : grand-rue pavée, église et presbytère en partie reconstruits.
- 1848 : neuf personnes meurent du choléra[17].
- 9 avril 1870 : naissance de Lucien Charrault, futur auteur de l'Histoire de Châteauneuf-Val-de-Bargis[22].
- 10 août 1891 : l'étude notariale de Châteauneuf est supprimée par décret[23].
- En 1906[24], le nombre d'habitants de Châteauneuf, qui compte 530 maisons, s'élève à 1569 individus. La commune compte 1 curé, 2 instituteurs et 4 institutrices (dont une « institutrice libre »), 2 gardes champêtres, 2 gardes forestiers, 2 brigadiers forestiers, 10 cantonniers, 7 employés des postes (1 receveuse, 1 employée et 5 facteurs), 5 gendarmes (dont 1 maréchal des logis), 1 percepteur et 1 secrétaire de mairie. Les commerçants sont assez nombreux : 7 épiciers (en majorité des épicières), 7 boulangers et 6 bouchers (la commune compte alors 3 ou 4 boulangeries et 3 boucheries), 5 cafetiers, 5 modistes, 3 horlogers, 1 buraliste et 1 pharmacien. On peut ajouter à cette liste de commerçants 5 négociants, 2 commis, 1 représentant de commerce, 2 marchands de vin en gros, 1 marchand de bestiaux, 1 marchand de grains, 1 marchand de chiffon, 1 marchand de charbon, 1 courtier et 1 facteur de bois[25]. Les artisans sont très nombreux : 40 couturières, 24 tuiliers, 9 maréchaux-ferrants, 8 menuisiers, 7 lingères, 7 cordonniers, 7 charpentiers, 5 bourreliers, 5 charrons, 5 maçons, 4 sabotiers, 4 ferblantiers, 4 voituriers, 3 tailleurs de pierre, 3 peintres-plâtriers, 3 tisserands, 3 tailleurs d’habits, 3 tonneliers, 2 carrossiers, 2 basse-couriers[26], 2 charbonniers, 2 chaudronniers, 1 serrurier, 1 mécanicien, 1 scieur de long, 1 équarrisseur, 1 fendeur, 1 meunier et 1 distillateur. La catégorie socioprofessionnelle la plus représentée est celle des cultivateurs (124 individus, dont 59 sont propriétaires de leurs terres), suivie par les journaliers (94), les domestiques (66), les vignerons (27), les fermiers et les métayers (13), les propriétaires-exploitants (7), les bûcherons (6) et les bergers (2). On recense également dans la commune 27 rentiers et rentières, 7 propriétaires et 6 retraités. Les châtelains locaux sont vraisemblablement les employeurs des 4 cuisinières, 3 cochers, 3 jardiniers, 3 gardes particuliers, 1 valet de chambre, 1 femme de chambre et 1 maître d’hôtel recensés. Au total, on relève à Châteauneuf 85 professions différentes. On n’y trouve, selon le recensement de 1906, ni notaire ni sage-femme mais il y a un docteur en médecine (Abel Blond, qui est également le maire). Il y a deux étrangères dans la commune, deux Autrichiennes vivant à Crot-Ravard, la femme et la belle-sœur du comte de Rolland. Comme c’est souvent le cas dans la Nièvre, plusieurs familles du village ont en nourrice un « enfant assisté de la Seine » : il y a 114 « petits Paris » et autres nourrissons à Châteauneuf en 1906.
- 1908 : installation du téléphone, la commune disposant déjà du service télégraphique[27].
- 11 novembre 1925 : le docteur Abel Blond, maire de la commune, est frappé de congestion alors qu’il prononce un discours devant le monument aux morts. Il meurt aussitôt[28].
- Le 4 juin 1949 est déclarée en sous-préfecture la Concordia nivernaise dont le but est de « favoriser et développer l’art musical » et dont le siège se trouve à Châteauneuf[29].

#### Seigneurs
La châtellenie abritait de nombreux fiefs. En voici quelques seigneurs :
- Seigneur de Chamery : Guillaume Le Muet (1438).
- Seigneurs de Chaume : Louis d'Armes (1515), Jean d'Armes (1562).
- Seigneur du Crot-Ravard : Pierre de Charry (1694).
- Seigneurs de Fonfaye : Jean Tenon (vers 1480), Henri de Morogues (vers 1650).
- Seigneurs de Fontenaille : famille Tridon.
- Seigneurs du Pressour : famille Gascoing (Jean Gascoing en 1694, Jacques Gascoing de Chaseault en 1789).

#### Armorial

Famille d'Armes, seigneurs de Chaume.
Famille de Charry, seigneurs de Crot-Ravard.
Famille Gascoing, seigneurs du Pressour.
Famille Tenon, seigneurs de Fonfaye.
Famille Le Muet, seigneurs de Chamery.
Famille Tridon, seigneurs de Fontenaille.
Famille de Morogues, seigneurs de Fonfaye[30].

## Politique et administration
Châteauneuf-Val-de-Bargis adhère à la communauté de communes Loire, Vignobles et Nohain.
| Période                                  | Période  | Identité                           | Étiquette | Qualité     |
| ---------------------------------------- | -------- | ---------------------------------- | --------- | ----------- |
| Les données manquantes sont à compléter. |          |                                    |           |             |
| 1794                                     | 1823     | Parfait Côme Lallier               |           |             |
| 1865                                     | 1871     | Eustache-Rainulphe comte d'Osmond, |           |             |
| 1888                                     |          | Charles Métairie                   |           |             |
| 1904                                     | 1922     | Abel Blond                         |           | Médecin     |
| mars 2001                                | 2008     | Patrick Jullien                    |           | Instituteur |
| mars 2008                                | En cours | Patrick Rapeau                     |           | Artisan     |

### Instances judiciaires et administratives
Châteauneuf-Val-de-Bargis relève du tribunal d'instance de Nevers, du tribunal de grande instance de Nevers, de la cour d'appel de Bourges, du tribunal pour enfants de Nevers, du conseil de prud'hommes de Nevers, du tribunal de commerce de Nevers, du tribunal administratif de Dijon et de la cour administrative d'appel de Lyon.
La commune se trouve dans la circonscription de gendarmerie de la brigade de proximité de Donzy.

## Population et société

### Démographie
L'évolution du nombre d'habitants est connue à travers les recensements de la population effectués dans la commune depuis 1793. Pour les communes de moins de 10 000 habitants, une enquête de recensement portant sur toute la population est réalisée tous les cinq ans, les populations de référence des années intermédiaires étant quant à elles estimées par interpolation ou extrapolation. Pour la commune, le premier recensement exhaustif entrant dans le cadre du nouveau dispositif a été réalisé en 2004.

En 2022, la commune comptait 479 habitants, en évolution de −12,27 % par rapport à 2016 (Nièvre : −3,28 %, France hors Mayotte : +2,11 %).
| 1793  | 1800  | 1806  | 1821  | 1831  | 1836  | 1841  | 1846  | 1851  |
| ----- | ----- | ----- | ----- | ----- | ----- | ----- | ----- | ----- |
| 1 806 | 1 728 | 1 722 | 1 931 | 2 057 | 2 100 | 2 174 | 2 310 | 2 288 |

| 1856  | 1861  | 1866  | 1872  | 1876  | 1881  | 1886  | 1891  | 1896  |
| ----- | ----- | ----- | ----- | ----- | ----- | ----- | ----- | ----- |
| 2 105 | 2 081 | 2 147 | 2 132 | 2 134 | 2 086 | 2 006 | 1 928 | 1 790 |

| 1901  | 1906  | 1911  | 1921  | 1926  | 1931  | 1936 | 1946 | 1954 |
| ----- | ----- | ----- | ----- | ----- | ----- | ---- | ---- | ---- |
| 1 619 | 1 582 | 1 436 | 1 285 | 1 110 | 1 000 | 962  | 911  | 839  |

| 1962 | 1968 | 1975 | 1982 | 1990 | 1999 | 2004 | 2006 | 2009 |
| ---- | ---- | ---- | ---- | ---- | ---- | ---- | ---- | ---- |
| 781  | 684  | 671  | 581  | 518  | 554  | 565  | 570  | 587  |

| 2014 | 2019 | 2022 | - | - | - | - | - | - |
| ---- | ---- | ---- | - | - | - | - | - | - |
| 543  | 499  | 479  | - | - | - | - | - | - |

### Enseignement
La commune est rattachée à l'académie de Dijon. Cette académie fait partie de la zone B pour son calendrier de vacances scolaires.
L'enseignement public du premier degré est assuré dans la commune. L'enseignement secondaire est assuré par le collège Henri-Clément à Donzy puis par les lycées polyvalents Pierre-Gilles-de-Gennes et Simone-Dounon à Cosne-Cours-sur-Loire et le lycée agricole de Nevers-Cosne.

### Santé
Les centres d'incendie et secours les plus proches de Châteauneuf-Val-de-Bargis se trouvent à Champlemy (12 km) et à Donzy.
L'hôpital le plus proche est le centre hospitalier Henri-Dunant à La Charité-sur-Loire.

### Cultes
La paroisse catholique de Châteauneuf-Val-de-Bargis fait partie du groupement de paroisses du Val de Loire dans le diocèse de Nevers.

## Économie

### Revenus de la population et fiscalité
En 2011, le revenu fiscal médian par ménage était de 25 844 €, ce qui plaçait Châteauneuf-Val-de-Bargis au 23 423e rang parmi les 31 886 communes de plus de 49 ménages en métropole.
En 2009, 48,6 % des foyers fiscaux n'étaient pas imposables.

### Emploi
En 2009, la population âgée de 15 à 64 ans s'élevait à 324 personnes, parmi lesquelles on comptait 66,4 % d'actifs dont 61,4 % ayant un emploi et 4,9 % de chômeurs.
On comptait 129 emplois dans la zone d'emploi, contre 142 en 1999. Le nombre d'actifs ayant un emploi résidant dans la zone d'emploi étant de 200, l'indicateur de concentration d'emploi est de 64,7 %, ce qui signifie que la zone d'emploi offre plus d'un emploi pour deux habitants actifs.

### Entreprises et commerces
Au 31 décembre 2010, Châteauneuf-Val-de-Bargis comptait 68 établissements : 21 dans l’agriculture-sylviculture-pêche, 2 dans l'industrie, 7 dans la construction, 29 dans le commerce-transports-services divers et 9 étaient relatifs au secteur administratif.
En 2011, 2 entreprises ont été créées à Châteauneuf-Val-de-Bargis.
Le village est connu pour abriter une entreprise familiale cultivant le trèfle à 4 feuilles et l'exportant dans le monde entier.

## Culture locale et patrimoine

### Lieux et monuments

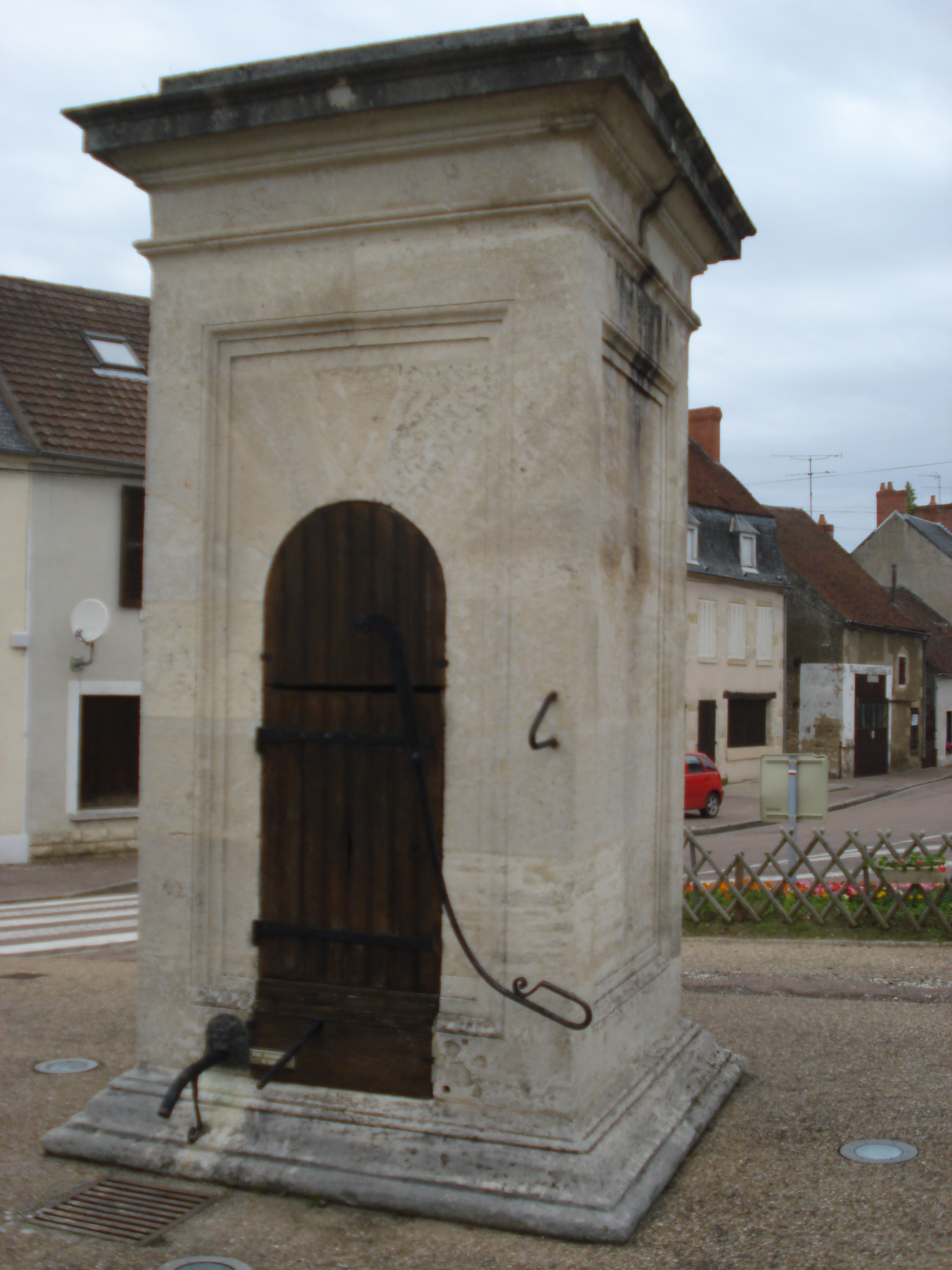
Le puits du village.

- Chartreuse de l'Annonciade de la Sainte-Vierge de Bellary, fondée en 1209[42].
- Cimetière du bois Carcault, ouvert en 1885.
- Cimetière de l'église, déplacé en 1822.
- Église : selon l'abbé Charrault, elle aurait été incendiée par les protestants en 1569 ; elle fut en partie reconstruite en 1824.
- Grand-rue, pavée en 1821.
- Motte castrale, Xe ou XIe siècle.
- Pompe  monumentale: édifiée en 1848 (photo ci-contre).
- Presbytère : agrandi et restauré en 1822.

### Galerie

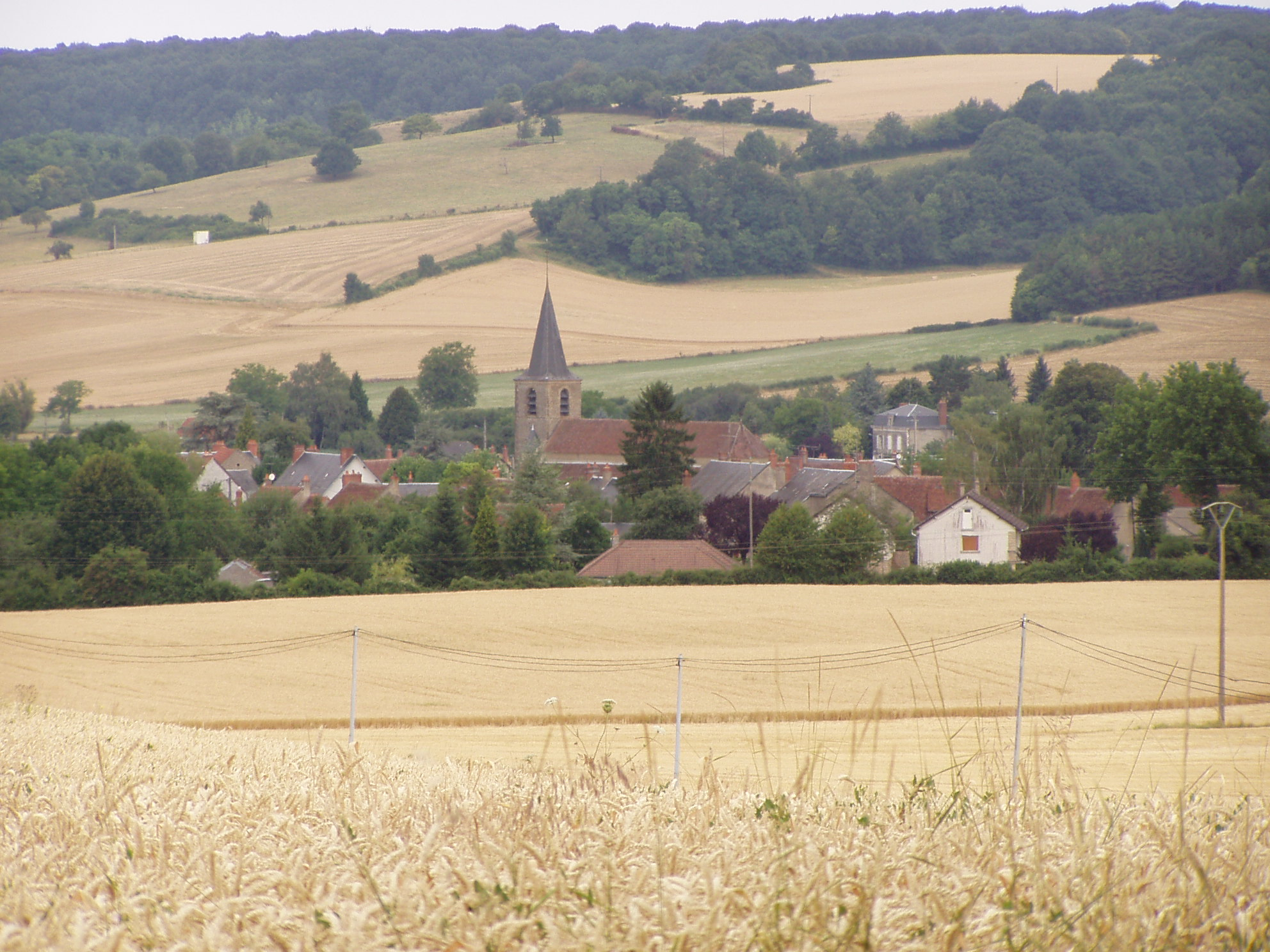
Vue du bourg.
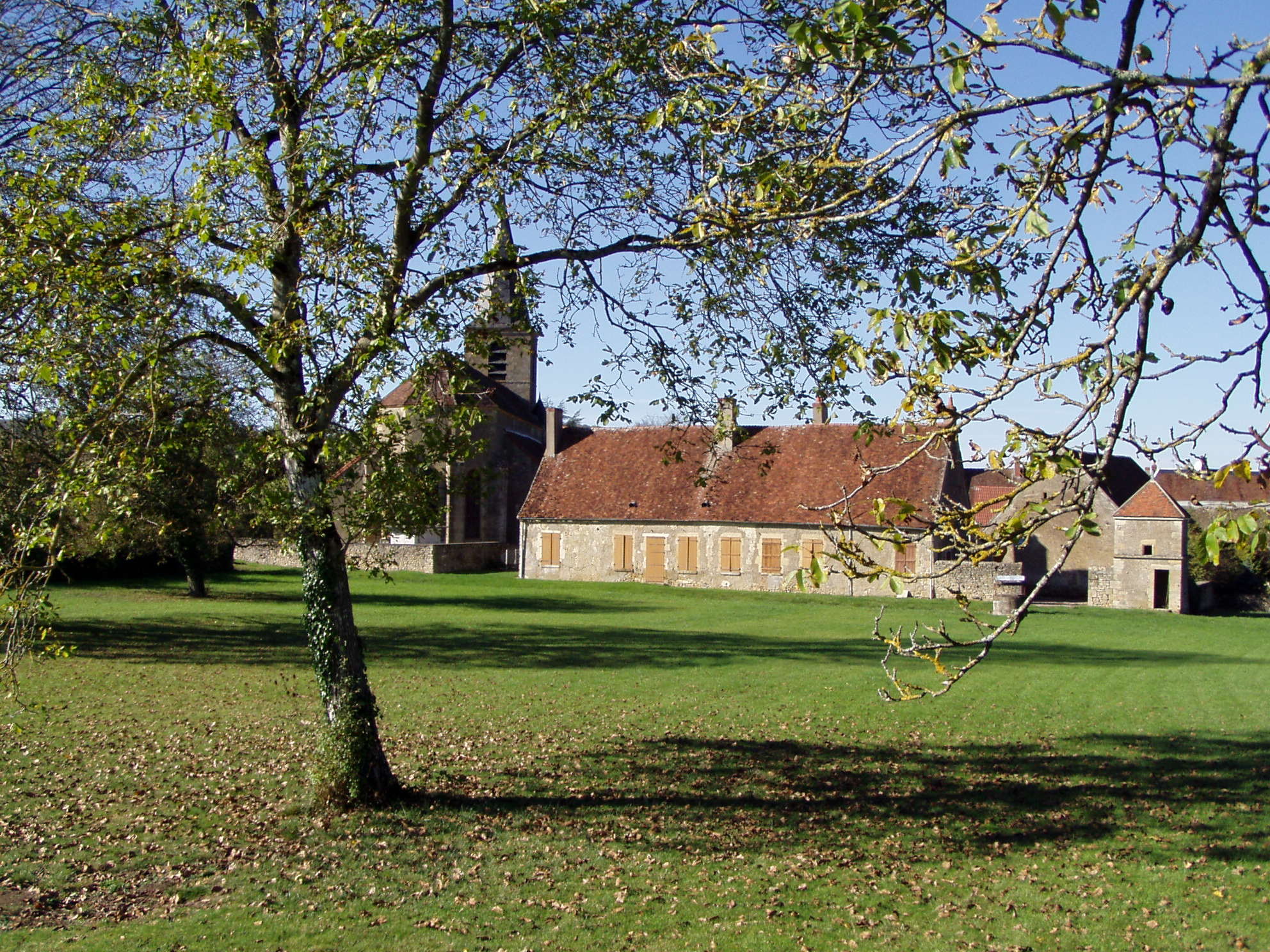
Église et ancien presbytère.
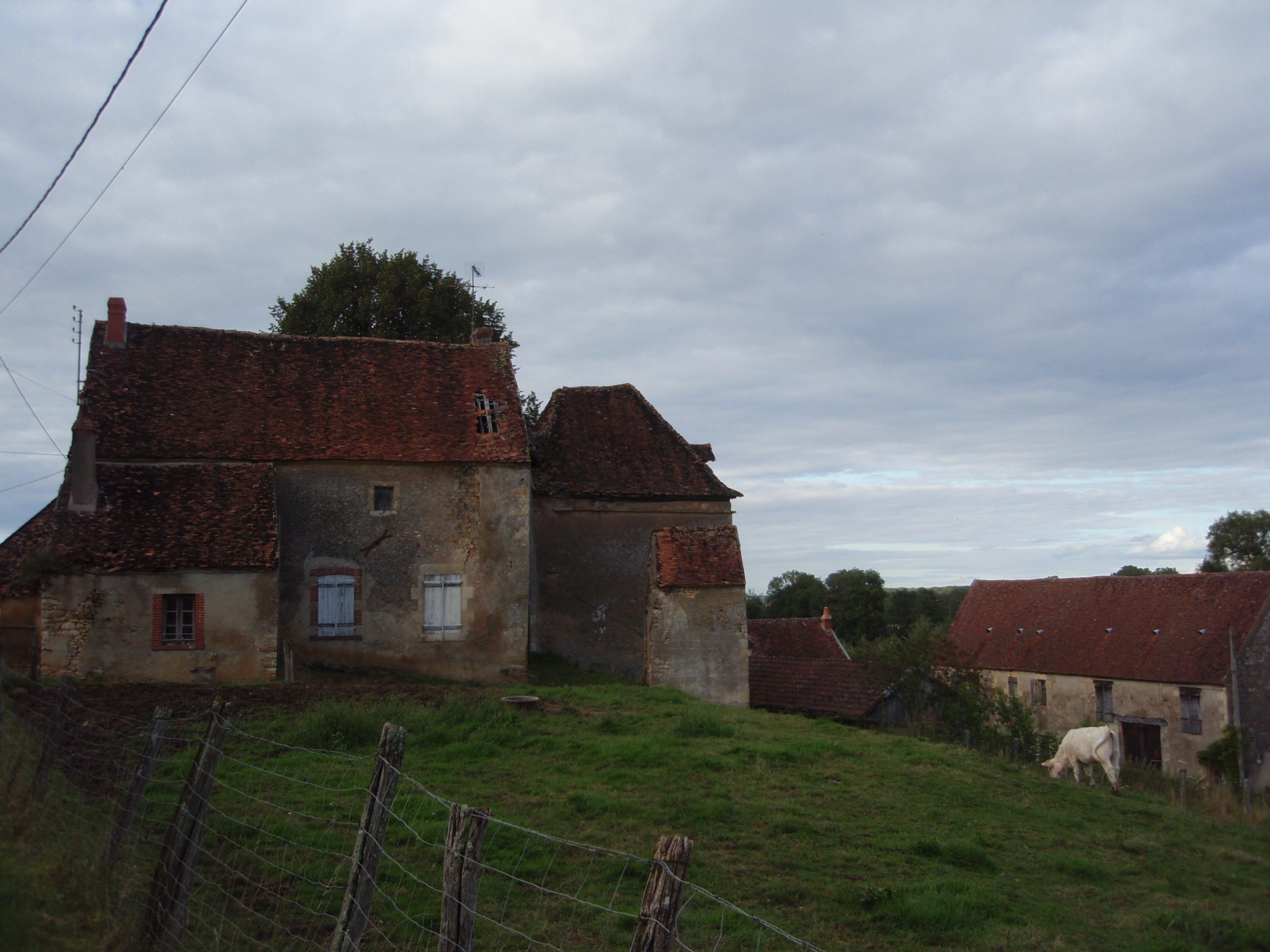
Chaume.
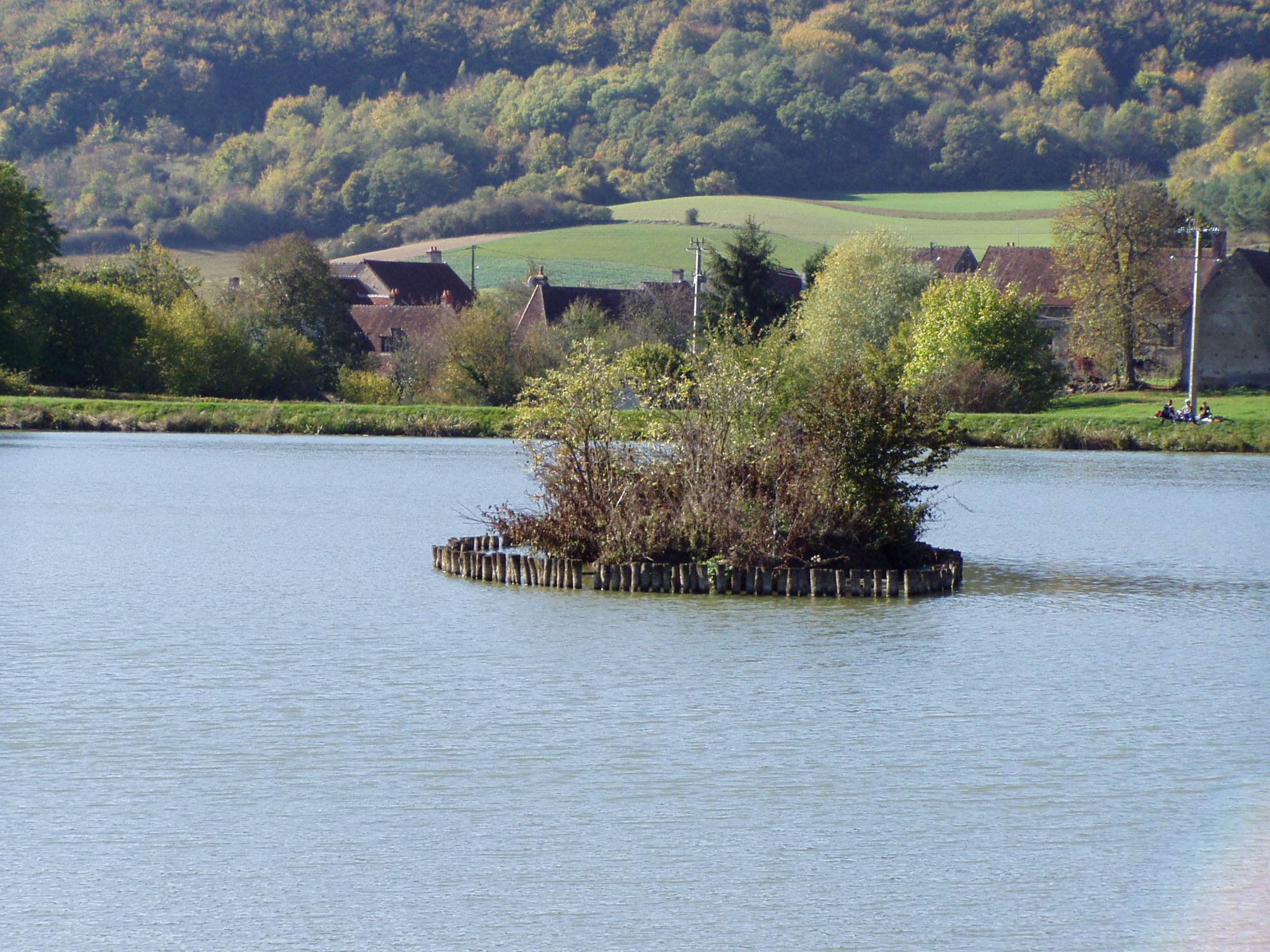
Étang du Moulin.

### Patrimoine culturel
Châteauneuf-Val-de-Bargis est une étape du pèlerinage de Saint-Jacques-de-Compostelle sur la via Lemovicensis.

### Personnalités liées à la commune

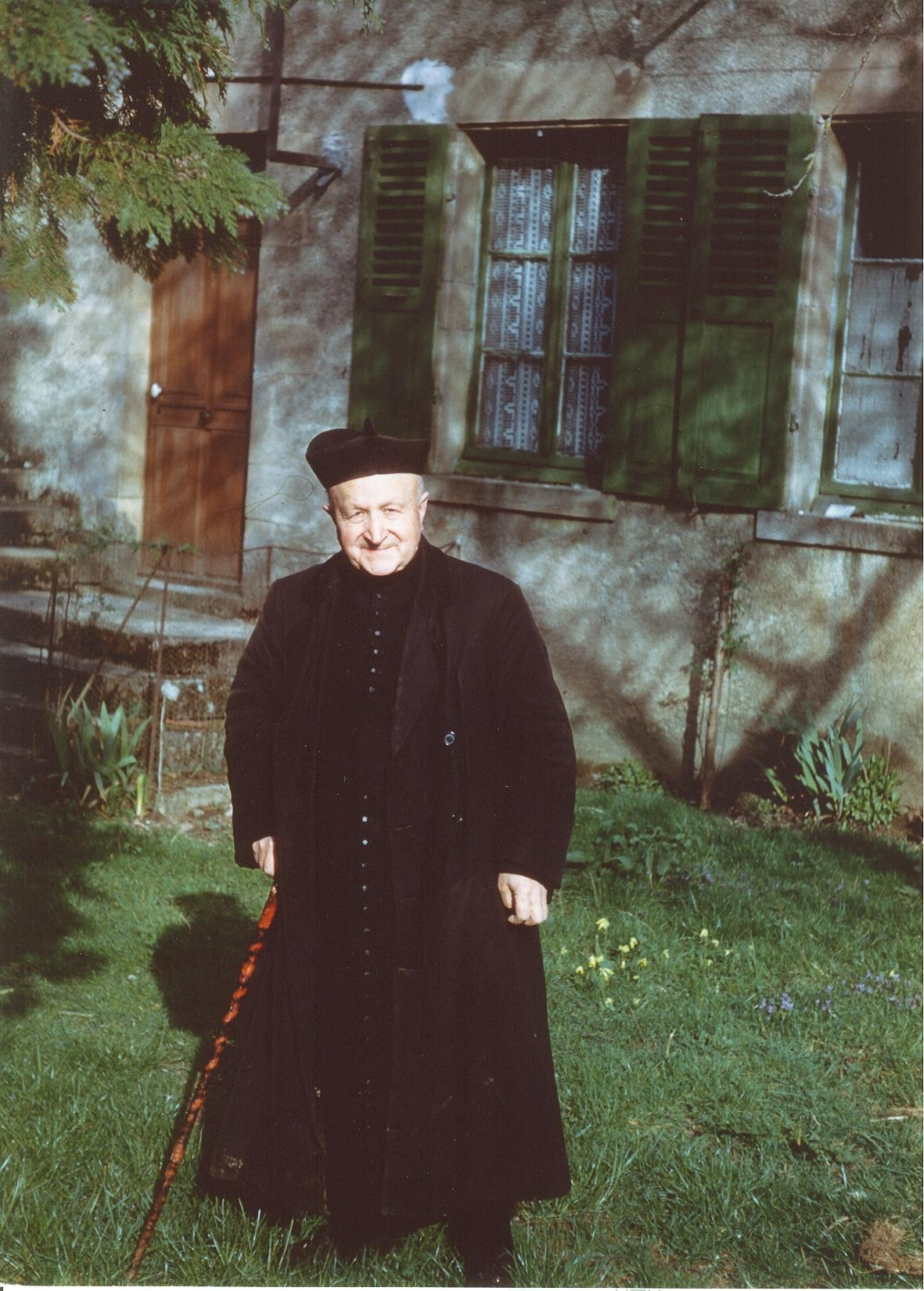
L'abbé Charrault (1951) - Photo de Jean-Louis Coignet.

- Elisabeth Vannereau, fille aumosnée (1739), c'est-à-dire bénéficiaire de la dot versée, chaque année, par le duc de Nevers à soixante jeunes filles pauvres du duché[43].
- Rainulphe Marie Eustache d'Osmond (1828-1891), écrivain, musicien et chasseur ; fait construire le château de la Vénerie, à Champlemy, et organise des chasses à courre dans la forêt de Bellary et des courses de chevaux à Chamery ; en 1873, il publie un recueil de nouvelles dont la première, Les Ivresses du désespoir, a pour personnages principaux le maréchal de Bellary et le comte Marcel de Bargis[44]...
- François Bobin (1844-1914), natif de Colméry, facteur rural à Châteauneuf. Il est décoré de la Légion d'honneur et de la médaille militaire pour faits de guerre (1870)[45]. Il est sans doute le seul facteur de France de son temps ainsi décoré.
- Lucien Charrault (1870-1953), ecclésiastique français et historien régional[46], est enterré à Châteauneuf.
- Gaston Roche (1886-1954), militaire, né à Châteauneuf.
- Pierre Chambon (1906-1966), natif de Châteauneuf-Val-de-Bargis. Instituteur, graveur sur bois[47], poète et auteur dramatique patoisant, il publie deux ouvrages en commun avec Fanchy, intitulés Au pas d'nos bœufs et Théâtre nivernais (Éd. Delayance). Il est le neveu de Marcel Déat.
- Jean Perrat (1908-1966), commandeur de la Légion d'honneur, croix de guerre 1939-1945, croix de la Valeur militaire, médaillé de la Résistance, est né et a vécu à Châteauneuf[48].
- Jacques Seiler (1928-2004), comédien, est inhumé à Châteauneuf.
- Nelly Commergnat (1943-2021), femme politique, députée socialiste (1981-1986).